# Обыкновенная птичья пиявка
Обыкновенная птичья пиявка (Theromyzon tessulatum) — вид семейства плоских пиявок (Glossiphoniidae).

## Описание
Птичья клепсина обыкновенная — средних размеров (до 4 см) клепсина. По сравнению с другими видами клепсин её тело менее уплощено и довольно вытянуто. Окраска очень изменчива — от светло-бежевой с линзообразными пятнами до тёмно-коричневой. Обычно видны ряды небольших тёмных бугорков. Глаз 4.

## Образ жизни
Птичья клепсина обыкновенная обитает в пресных водоёмах — крупных реках и стоячих водоёмах.
Питается кровью птиц, присасываясь к слизистой оболочке внутренней стороны ротовой полости; чаще всего находится в клювах водоплавающих птиц.